# وزارة الشؤون الدينية (تونس)
وزارة الشؤون الدينية هي الوزارة المسؤولة عن الشؤون الدينية في تونس.

## المهام
من مشمولات الوزارة:
- العمل على تطبيق سياسة الدولة في المجال الديني بضبط الخطط والبرامج الخاصّة بالشؤون الدينية بما ييسّر إقامة الشعائر الدينية ويصون القيم الروحيّة ويدرأ أخطار الانغلاق والتطرّف ويحفظ مقوّمات الشخصيّة الحضارية التونسيّة ويزكّي التعلّق بها.
- تنسيق الأعمال والنشاطات المتعلّقة بالشؤون الدينيّة بالتعاون مع سائر الدوائر المعنيّة.
- تيسير القيام بشعائر الدين.
- العناية بالقرآن الكريم والتشجيع على حفظه وترتيله وتدبّر معانيه بتنظيم المسابقات القرآنية والإملاءات وإحكام سير الكتاتيب.
- المشاركة في دعم البحث العلمي في مجالات العلوم الإسلامية والعمل على إحياء التراث الإسلامي وحفظه ونشره.
- العناية ببيوت الله وسائر المعالم الدينيّة.
- الإشراف على إطارات التفقّد والإرشاد الدّيني والمكلّفين بالإمامة والمؤدّبين والقائمين بشؤون بيوت الله.
- ضبط البرامج المتعلّقة بانتداب مختلف الإطارات الدينيّة وتعهّد تكوينها.
- التصرّف الإداري والمالي في مجال الشؤون الدينيّة.
- تنظيم مواسم الحج والعمرة بالتنسيق مع الوزارات المعنيّة بما يوفّر لحجاج بيت الله الحرام والمعتمرين أسباب الرّاحة ويتيح لهم أداء المناسك في أفضل الظروف.
- النهوض بالإعلام الديني وتطويره ترشيدًا للخطاب الديني.
- تنظيم المهرجانات والتظاهرات الدينية على المستويات المحليّة والجهويّة والوطنيّة.
- تنظيم الملتقيات والندوات العلميّة والدينية وطنيًّا ومحليًّا وعلى الصعيدين الإسلامي والدّولي.
- المشاركة في الندوات والمؤتمرات الدينية الدولية.
- متابعة نشاط الجمعيات القرآنية ونشاط رابطة الجمعيات القرآنية.
- تأطير التونسيين بالخارج من الوجهة الدينية حفاظا على هويتهم من عوامل الطمس والاستيلاب ودعمًا لصلتهم بالوطن.
- توثيق أواصر التعاون مع الدول والهيئات والمنظمات الإسلامية.

## قائمة الوزراء
| الوزير | الوزير              | الحزب | الحزب                      | الحكومة                                             | تواريخ العهدة  | تواريخ العهدة  |
| ------ | ------------------- | ----- | -------------------------- | --------------------------------------------------- | -------------- | -------------- |
|        | علي الشابي          |       | التجمع الدستوري الديمقراطي | حكومة حامد القروي                                   | 9 مارس 1992    | 17 نوفمبر 1999 |
|        | جلول الجريبي        |       | التجمع الدستوري الديمقراطي | حكومة محمد الغنوشي الأولى                           | 17 نوفمبر 1999 | 10 نوفمبر 2004 |
|        | بوبكر الأخزوري      |       | التجمع الدستوري الديمقراطي | حكومة محمد الغنوشي الأولى                           | 10 نوفمبر 2004 | 31 ديسمبر 2010 |
|        | كمال عمران          |       | التجمع الدستوري الديمقراطي | حكومة محمد الغنوشي الأولى                           | 31 ديسمبر 2010 | 17 يناير 2011  |
|        | العروسي الميزوري    |       | مستقل                      | حكومة محمد الغنوشي الثانية حكومة الباجي قايد السبسي | 17 يناير 2011  | 24 ديسمبر 2011 |
|        | نور الدين الخادمي   |       | مستقل                      | حكومة حمادي الجبالي حكومة علي العريض                | 24 ديسمبر 2011 | 29 يناير 2014  |
|        | منير التليلي        |       | مستقل                      | حكومة المهدي جمعة                                   | 29 يناير 2014  | 6 فبراير 2015  |
|        | عثمان بطيخ          |       | مستقل                      | حكومة الحبيب الصيد                                  | 6 فبراير 2015  | 12 يناير 2016  |
|        | محمد خليل           |       | مستقل                      | حكومة الحبيب الصيد                                  | 12 يناير 2016  | 27 أغسطس 2016  |
|        | عبد الجليل بن سالم  |       | مستقل                      | حكومة يوسف الشاهد                                   | 27 أغسطس 2016  | 4 نوفمبر 2016  |
|        | غازي الجريبي (مؤقت) |       | مستقل                      | حكومة يوسف الشاهد                                   | 4 نوفمبر 2016  | 25 فبراير 2017 |
|        | أحمد عظوم           |       | مستقل                      | حكومة يوسف الشاهد حكومة إلياس الفخفاخ               | 25 فبراير 2017 | 11 أكتوبر 2021 |
|        | إبراهيم الشائبي     |       | مستقل                      | حكومة نجلاء بودن حكومة أحمد الحشاني                 | 11 أكتوبر 2021 | 21 يونيو 2024  |
|        | أحمد البوهالي (FR)  |       | مستقل                      | حكومة كمال المدوري حكومة سارة الزعفراني             | 25 أغسطس 2024  | الآن           |

كتاب الدولة
- 27 سبتمبر 1989 - 3 مارس 1990: قاسم بوسنينة.
- 3 مارس 1990 - 9 مارس 1992: علي الشابي.

## مؤسسات تحت الإشراف
تشرف وزارة الشؤون الدينية على العديد من المؤسسات.
- المعهد الأعلى للشريعة.
- مركز البحوث و الدراسات في حوار الحضارات والأديان المقارنة.
- المعهد العالي للعلوم الإسلامية بالقيروان.

## روابط خارجية
- موقع وزارة الشؤون الدينية التونسية